# Piwo bezalkoholowe

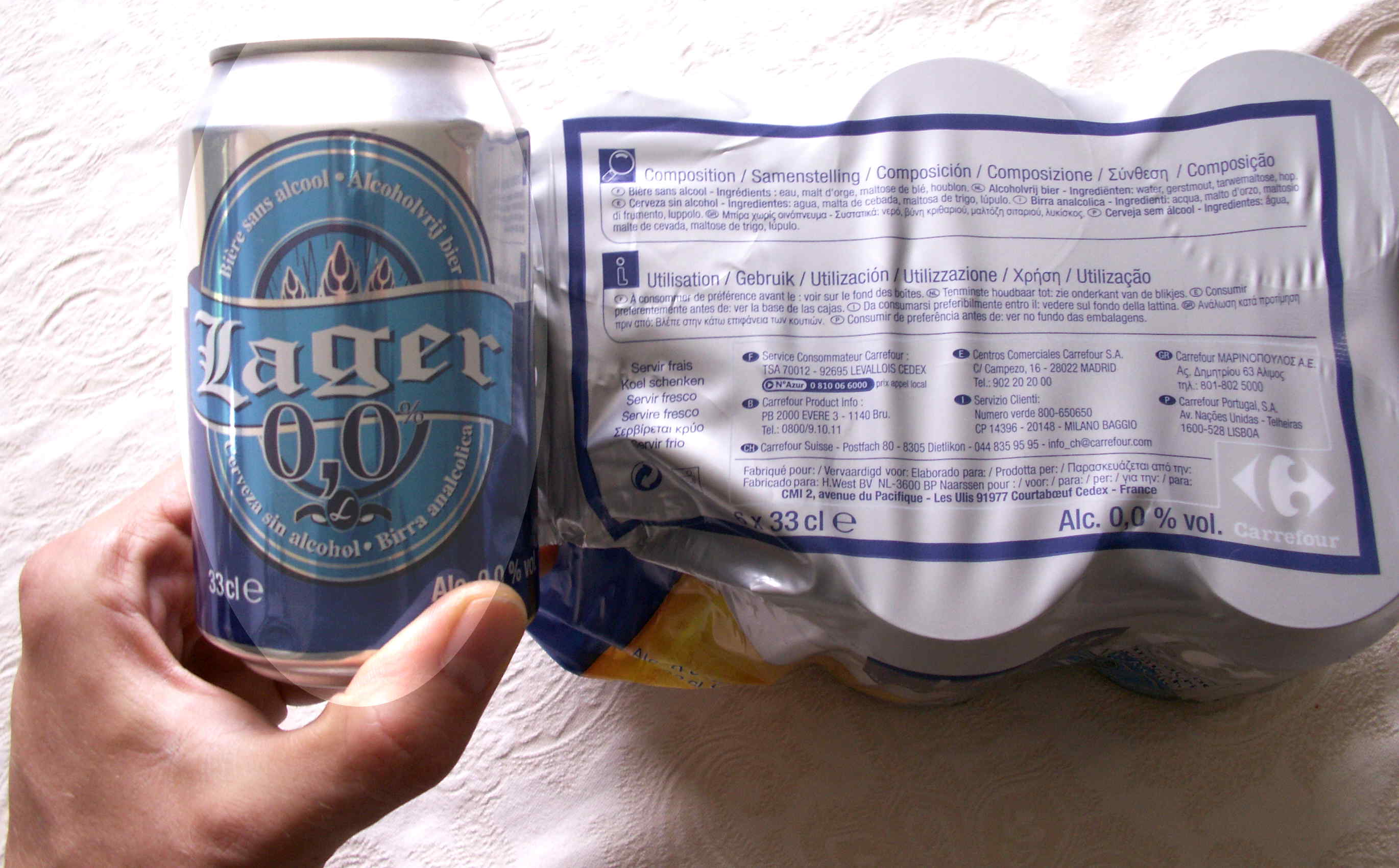
Piwo bezalkoholowe

Piwo bezalkoholowe – rodzaj piwa z niską zawartością alkoholu. Wg polskiego prawa, aby piwo zostało uznane za bezalkoholowe, zawartość alkoholu nie może przekroczyć 0,5% całkowitej objętości.
Piwa bezalkoholowe są warzone w tradycyjny sposób, tyle że w ściśle określonym momencie fermentacja jest przerywana, przez co nie dopuszcza się do wytworzenia alkoholu. Pozwala to zachować w piwie bezalkoholowym wszystkie pozostałe związki, które występują w ich alkoholowych odpowiednikach oraz smak.

## Proces dealkoholizacji
Metoda dealkoholizacji została opisana w patencie US6689401B1. Proces dealkoholizacji rozpoczyna się od przygotowania ekstraktu o zawartości poniżej około 14% słodu i zboża. Następnie gotuje się do uzyskania brzeczki. Później dodaje się chmiel do wspomnianej brzeczki, która jest napowietrzana. Brzeczkę miesza się z zawiesiną drożdży, aby uzyskać liczbę komórek drożdży około 80 do 180 milionów komórek na mililitr. Proces kontynuuje się fermentując roztwór w temperaturze od około 3 °C do około 10 °C przez 1 do 40 godzin. Potem drożdże są usuwane ze sfermentowanej brzeczki, a powstały w ten sposób napar filtruje się i poddaje elektrolizie za pomocą elektrody miedzianej w celu usunięcia H2S. Ostatecznie stężenie alkoholu w naparze doprowadza się wodą gazowaną do uprzednio wybranego poziomu, a powstały napar poddaje się starzeniu przez co najmniej 24 godziny.

## Spożycie a zdrowie
Zmniejszenie zawartości alkoholu powoduje, że ma ono nieco mniej kalorii, gdyż pozostaje w nim cukier nieprzetworzony w alkohol. Za niższą ilość kalorii odpowiada większe rozwodnienie tego napoju. Część pszenicznych piw bezalkoholowych, takich jak Erdinger Alkoholfrei lub Paulaner Hefe-Weissbier Alkoholfrei ma status napojów izotonicznych. Piwo takie bogate jest w polifenole, mikroelementy i witaminy z grupy B. Istnieje piwo Birell Isotonic. Jednocześnie piwo bezalkoholowe może mieć wyższy indeks glikemiczny lub zawierać dodatek cukrów, co zwiększa jego kaloryczność. Regularne spożywanie w dużych ilościach bez ostrożności może więc sprzyjać wzrostowi masy ciała, rozregulowaniu poziomu glukozy czy zaburzeniom metabolicznym

## Trendy i rozwój rynku
W 2024 roku wartość rynku piwa bezalkoholowego w Polsce przekroczyła 1,72 mld zł, co stanowiło około 7,5 % wartości całkowitej sprzedaży piwa w kraju. Segment ten wzrósł o ponad dwunastokrotnie w ciągu dekady, a wolumen wzrósł o ok. 250 % między 2018 a 2024 rokiem. Szacuje się, że stanowił około 6,5 % wolumenu rynku piwnego w Polsce. Ten rozwój wpisuje się w globalny trend NoLo (no alcohol, low alcohol), który napędza zwłaszcza konsumenci młodsi – pokolenia Z i millenialsi.
W badaniu opinii publicznej przeprowadzonym w Polsce w 2025 roku część respondentów zgłaszała trudność w odróżnieniu piwa bezalkoholowego od alkoholowego i wyrażała zastrzeżenia co do jego reklamowania. Wyniki badania IBRiS wykazały, że połowa ankietowanych popierała zakaz reklam piwa zero procent.